# Ligularia zhouquensis
Ligularia zhouquensis là một loài thực vật có hoa trong họ Cúc. Loài này được W.D.Peng & Z.X.Peng mô tả khoa học đầu tiên năm 1995.